# Aristides González
Ariestides González Ortíz (Añasco, 12 gennaio 1961) è un ex pugile portoricano.

## Palmarès

### Olimpiadi
- 1 medaglia:
  - 1 bronzo (Los Angeles 1984 nei pesi medi)